# Talmberk (hrad)
Talmberk je zřícenina hradu částečně zastavěná rodinnými domy ve stejnojmenné vesnici asi tři kilometry severně od Ratají nad Sázavou v okrese Kutná Hora. Stojí na ostrožně se strmými svahy v nadmořské výšce 365 metrů. Od roku 1966 je chráněn jako kulturní památka.
Hrad založili v blíže neznámé době na přelomu třináctého a čtrnáctého století páni z Talmberka, s jejichž rodem byl spojen po většinu své existence. Koncem čtrnáctého století jej dobyli a několik let ovládali Medkové z Valdeka. Páni z Talmberka o hrad přišli přibližně v polovině patnáctého století. Poté jej krátce vlastnili Ojířové z Očedělic, Šumburkové a Slavatové z Chlumu. Za posledních tří rodů hrad ztratil svou sídelní funkci, začal chátrat a v roce 1533 byl označen jako pustý. Roku 1933 se část věže zřítila, a tak padlo rozhodnutí věž z bezpečnostních důvodů ještě snížit. Z hradu se dochovaly fragmenty zdiva pohlcené v devatenáctém století výstavbou domů.

## Název
První člen jména Talmberk je odvozen ze středněhornoněmeckého slova Tâhele, které se dalším jazykovým vývojem změnilo v talle (německy Dohle, tj. kavka. Jméno hradu tedy znamená Kavčí hora. V historických pramenech se jméno objevuje ve tvarech: Talmberg (1297), Talnberg (1312), Thalmberk (1337), Talmberk (1381), de Tallenberga (1398), Talenberg (1400), z Talmberku (1477) a Talmberk (1547).

## Historie

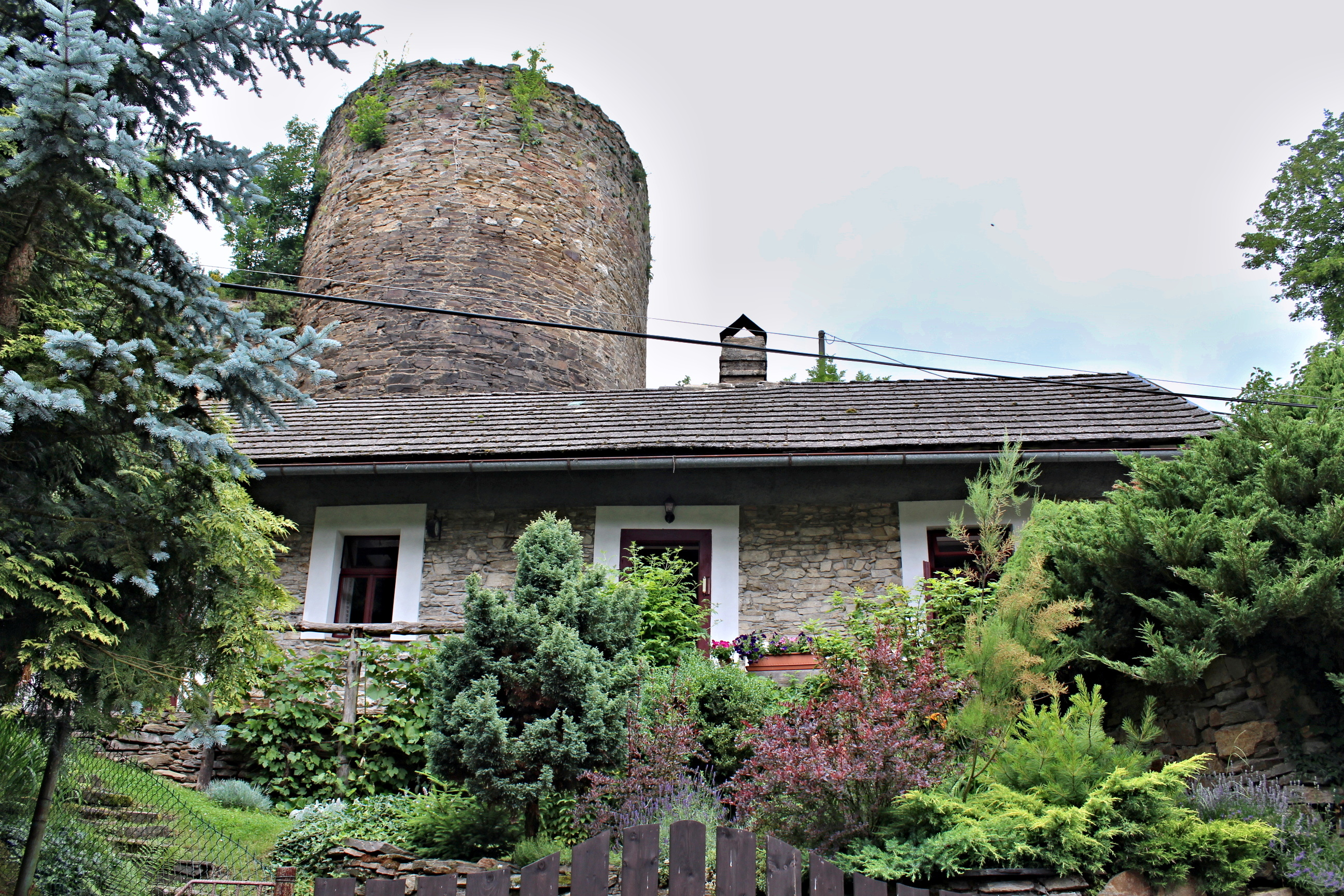
Bergfrit se sousedním domem

Hrad Talmberk založil některý z příslušníků rozrodu Kouniců. V tom, který z nich to byl a kdy k založení došlo, se různí autoři rozcházejí. Podle Tomáše Šimka hrad založil Hroznata z Úžic, který v letech 1284–1286 zastával úřad purkrabího Pražského hradu, někdy po roce 1284. Marek Rubeš jako zakladatele uvedl Hroznatova bratra či synovce Viléma, v jehož přídomku byl hrad v roce 1297 nepřímo zmíněn, ale nevyloučil ani založení hradu Hroznatou. August Sedláček a Tomáš Durdík za zakladatele Talmberka shodně považovali Hroznatova syna Arnošta, předka rodu Černčických z Kácova, který měl hrad vybudovat na začátku čtrnáctého století. Arnošt používal přídomek z Talmberka v roce 1312, ale o šest let později se psal z Černčic, takže hrad nejspíše vlastnil jen po krátkou dobu a mohl být jen poručníkem nezletilých Vilémových potomků.
V první polovině čtrnáctého století používali přídomek z Talmberka bratři Diviš a Nezamysl, kteří byli syny Viléma z Talmberka. Diviš v roce 1316 zažaloval Františka z Dobešovic a Želenče o dluh deseti hřiven stříbra. Nezamysl v roce 1337 (1336) vyměnil určité pozemky se sázavským klášterem. Listina s dohodou obsahuje první přímou zmínku o hradu a mezi svědky vystoupil Nezamyslův bratr Diviš. V pozdějších pramenech se Diviš objevuje ještě roku 1348 v zemských deskách a snad žil ještě v roce 1353, kdy jeho syn Petr z Talmberka působil jako kanovník svatojiřského kláštera a kaplan královny Anny.

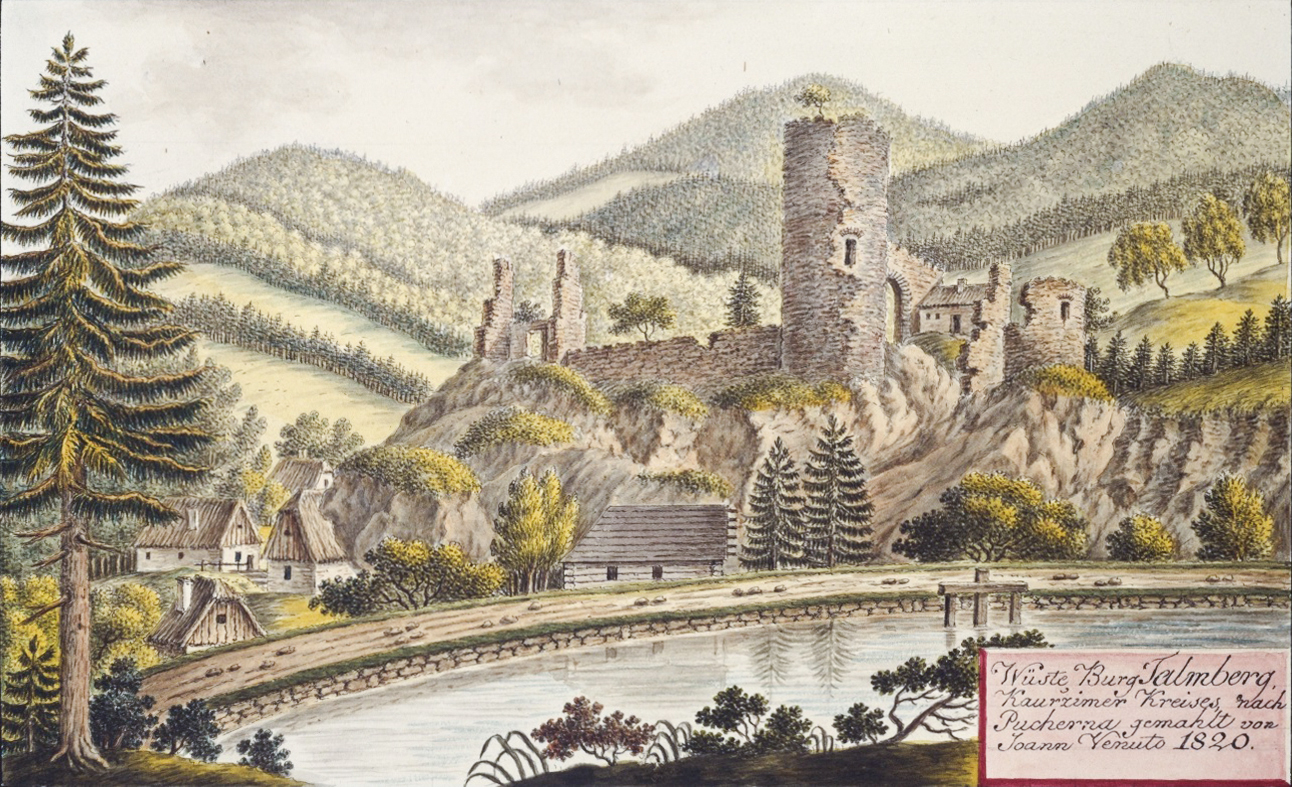
Opuštěný hrad Talmberk (Jan Antonín Venuto, 1820)

Roku 1385 hrad patřil Divišovi z Talmberka. Z neznámého důvodu jej obsadili bratři Havel a Vilém Medkové z Valdeka. Byli s Divišem příbuzní, protože Havlovou manželkou byla Dorota z Talmberka. Bratři Diviše na hradě nejméně sedm let věznili a sami začali používat přídomek z Talmberka. Spor se dostal před zemský soud, podle jehož rozhodnutí měl Havel hrad vrátit Divišovi a nahradit mu vzniklou škodu. Není jisté, že Havel rozsudek přijal, protože ještě v roce 1400 se stále uváděl jako z Talmberka. Diviš však propuštěn byl a roku 1400 vykonával funkci purkrabího Pražského hradu. V roce 1414 podával kněze k úžickému kostelu a poslední zmínka o něm je z následujícího roku, kdy svědčil ve sporu o majetek Budky z Kojetic.
Z dalších let a doby husitských válek se o Talmberku nedochovaly téměř žádné zprávy. V roce 1417 vykonával patronátní právo k úžickému kostelu Divišův syn Oldřich z Talmberka a o dvacet let později, roku 1437, převedl Hynek z Talmberka na hrad věno své macechy, která mohla být druhou Oldřichovou manželkou. Rod pánů z Talmberka se v té době velmi rozvětvil, ale konkrétní majitele hradu neznáme. Jejich údajný výčet byl roku 1543 zapsán do zemských desek, podle nichž se po Hynkovi vystřídali Mikuláš, Štěpán, Ješek, Zdeňka, Vilém a Ješek z Talmberka.
Z pánů z Talmberka hrad naposledy vlastnil pravděpodobně Štěpán, který byl roku 1460 zmíněn jako poručník dětí Ofky, dcery Diviše z Talmberka. Někdy v době války krále Jiřího z Poděbrad se zelenohorskou jednotou páni z Talmberka o hrad přišli. V roce 1473 je jako jeho držitel doložen Bedřich Ojíř z Očedělic. Po něm hrad nějakým způsobem získal Bedřich ze Šumburka připomínaný na Talmberku v roce 1487. Bedřich ale sídlil v Trutnově a na Talmberk převedl věno své manželky. Talmberk za něj spravoval purkrabí, který v roce 1488 jednal s ratajským purkrabím Ambrožem z Pilbína o prodeji hradu. Amrož zastupoval Bohuslava ze Švamberka. Cena Talmberka byla stanovena na 3 500 kop grošů, ale obchod se pravděpodobně neuskutečnil.
Ve druhé polovině patnáctého století přestal být Talmberk panským sídlem. V blíže neznámé době jej koupili Slavatové z Chlumu a pravděpodobně jej připojili k Čestínu. Nepotřebný hrad chátral a v roce 1533 byl označen jako pustý. Opuštěný hrad se stal zdrojem stavebního materiálu a pozemky v jeho těsném sousedství byly koncem osmnáctého století vrchností rozprodány jako stavební parcely. V roce 1830 byl stejným způsobem rozdělen i samotný hrad, v jehož zřícenině bylo postaveno několik domů.
Ve druhé polovině devatenáctého století začaly pokusy o záchranu zříceniny, ale potýkaly se s nedostatkem peněz. V důsledku špatného stavu se 24. června 1933 zřítila velká věž, jejíž zbytky byly při opravách dále sníženy. Zároveň byla zbořena také brána a další zdi. K dalším škodám došlo i v letech 1997 a 2000. Stabilizace pozůstatků byla dokončena až v roce 2008.

## Stavební podoba
Talmberk patřil k rozvinutějším hradům bergfritového typu. Jeho výstavba proběhla ve více fázích, ale už v první byl postaven téměř v celém rozsahu. Někdy po dobytí hradu Medky z Valdeka byla nejspíše postavena druhá menší věž a branské stavení nahrazeno prostou bránou v čelní hradbě. Spolu s tím mohl být rozšířen i palác a baštou mezi příkopy zesíleno opevnění.

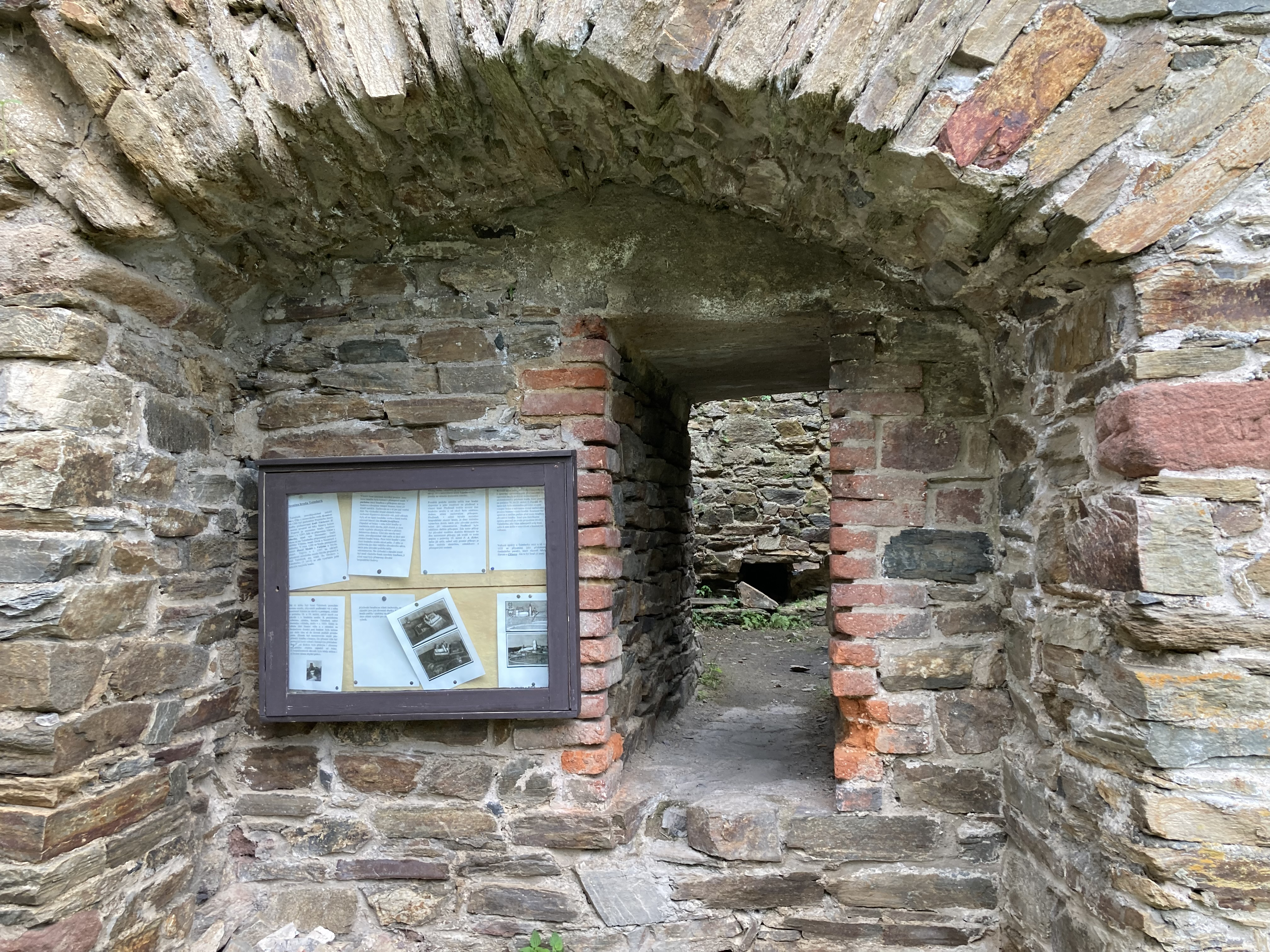
Průchod do bergfritu

Zakladatelé pro hrad zvolili klesající skalní ostroh nad soutokem Úžického a Talmberkého potoka. Přirozenou ochranu mu poskytovaly strmé svahy a přístup byl možný jen od severu. Možnosti obrany hradu posiloval rybník, který se nacházel u východního úpatí ostrožny. S rozvojem palných zbraní se však projevily nevýhody polohy, protože okolní vyšší kopce umožňovaly případným obléhatelům účinné ostřelování hradu.
Z opevnění a zástavby předhradí se částečně dochoval pouze šíjový příkop. Druhý příkop odděluje plochu předhradí od hradního jádra. Podle Františka Alexandra Hebera byl příkop dvojitý a oba příkopy vzájemně odděloval skalnatý hřeben. Na vedutách hradu z let 1797 a 1820 je zachycena bašta, která by stála právě na rozhraní příkopů.

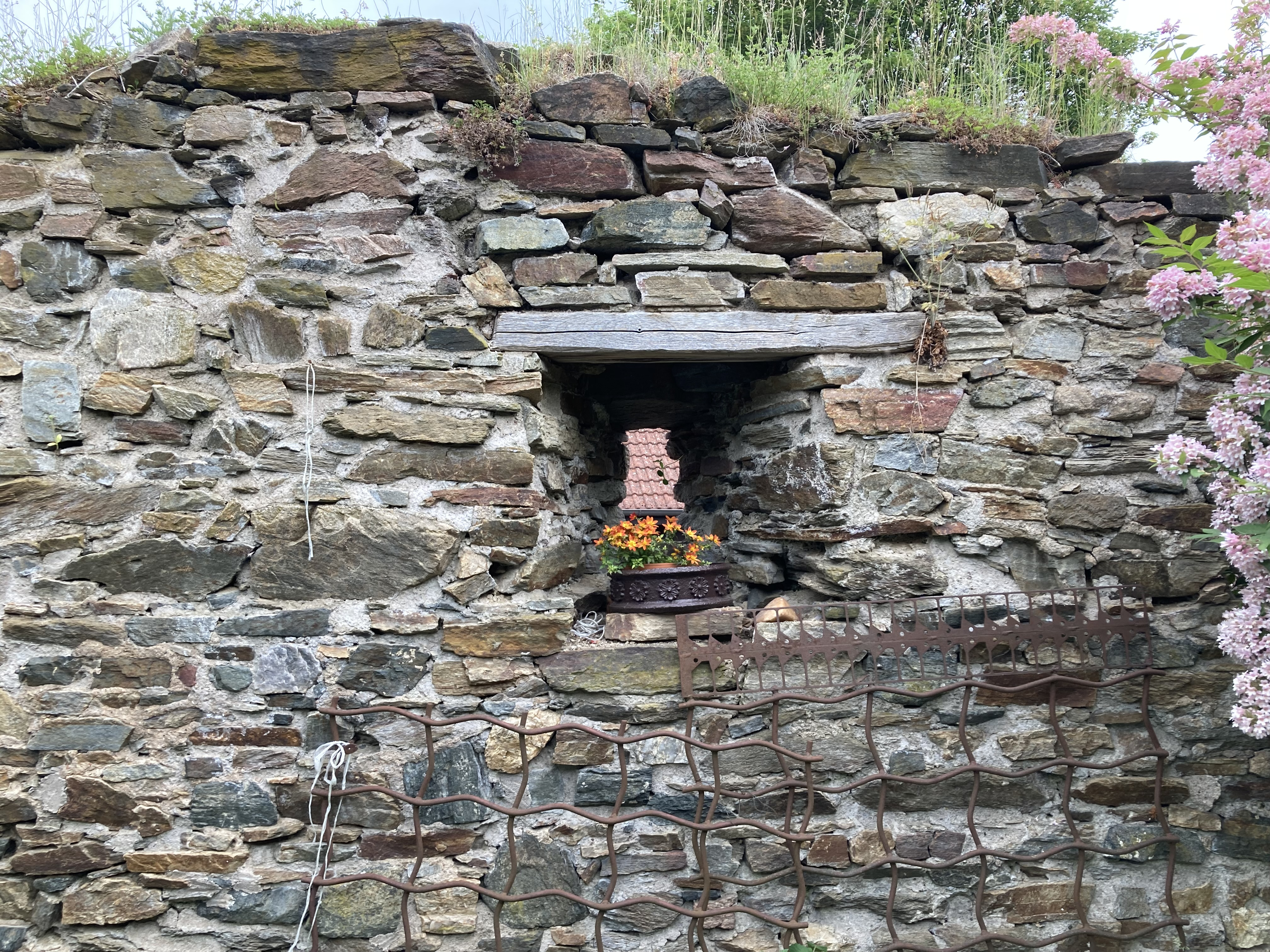
Parkánová zeď se střílnou

Hradní jádro mělo přibližně obdélný půdorys se zaoblenými severními nárožími. Na severní straně se dochovala část parkánové hradby. Parkán původně nejspíše jádro obklopoval i na západní a jižní straně. Brána do jádra se nacházela pod velkou věží. Tvořilo ji složitější stavení, ale dochovaná podoba zdiva je novostavbou postavenou po zřícení věže. Jediným původním prvkem původní brány je pouze kapsa závory sloužící k zajištění vrat.
Dominantou hradu byl okrouhlý bergfrit zapojený do hradby v severovýchodním nároží. Vstup do věže se nacházel ve výšce okolo sedmi metrů. Patro nad vstupem osvětlovalo několik drobných oken a nejvyšší podlaží obsahovalo pravidelně rozmístěné úzké otvory považované za střílny. Průměr věže v přízemí měří 930 centimetrů a přízemní vstup byl zřízen v roce 1933. V sousedním nároží stála zaoblená stavba považovaná za menší věž. Podle Tomáše Durdíka byla vytápěna kachlovými kamny, ale Marek Rubeš tuto hypotézu, vzhledem k malým rozměrům interiéru, odmítl.
Jižní stranu hradního jádra tvořil palác, ze kterého se dochovala jen část vnější obvodové zdi, byť ta může být hypoteticky zdí nádvorní. Nasvědčoval by tomu valeně zaklenutý sklep nebo suterén v prostoru parkánu. Ten je považován za součást pozdějšího přístavku, ale je možné, že byl jádrem paláce, jehož vnější zdi zcela zanikly.

## Přístup
Osadou prochází červeně značená turistická trasa ze Sázavy do Ratají nad Sázavou. Zbytky hradu jsou s ohledem na novodobou zástavbu částečně přístupné.

## Hrad v kultuře
Hrad Talmberk se objevil ve hře Kingdom Come: Deliverance českého herního studia Warhorse Studios.